# فرودگاه بین‌المللی بلفاست
فرودگاه بین‌المللی بلفاست (به انگلیسی: Belfast International Airport) یک فرودگاه همگانی مسافربری با کد یاتا BFS است که یک باند فرود آسفالت دارد و طول باند آن ۲۷۸۰ متر است. این فرودگاه در شهر بلفاست کشور ایرلند شمالی قرار دارد و در ارتفاع ۸۲ متری از سطح دریا واقع شده‌است.

## شرکت‌های هواپیمایی و مقصدهای پروازی

### مسافری
The following airlines operate regular scheduled and charter flights to and from Belfast International:
| شرکت‌های هواپیمایی                                     | مقصدهای پروازی |
| ----------------------------------------------------- | --- |
| بی‌اچ ایر                                              | چارتر فصلی: بورگاس |
| بلغاریا ایر                                           | چارتر فصلی: بورگاس |
| CityJet                                               | چارتر فصلی: بارسلونا-ال پرات |
| ایزی‌جت                                                | آلیکانته-الچه، اسخیپول آمستردام، بیرمنگام، بریستول، ادینبرو، فارو، گلاسگو، جان پل دوم کراکوف-بالیس، جان لنون لیورپول، گاتویک، لوتن لندن، استانستد لندن، مالاگا، منچستر، نیوکاسل، شارل دوگل پاریس فصلی: بارسلونا-ال پرات، بوردو–مریگناک، ژنو، دوبروونیک، ایبیزا، جرزی، لانزاروته، لیون-سینت اگزوپری، نیس کوت دازور، پالما د مایورکا، کفلاویک، اسپلیت |
| جت۲.کام                                               | آلیکانته-الچه، فوئرته‌ونتورا، گرن کناریا، لانزاروته، تنریف جنوبی فصلی: آلمریا (آغاز از ۵ مه ۲۰۱۸)، آنتالیا (آغاز از ۳ مه ۲۰۱۸)، دوبروونیک، فارو، کریستیانو رونالدو (آغاز از ۳۰ آوریل ۲۰۱۸)، جیرونا-کاستا براوا، هراکلین (آغاز از ۷ مه ۲۰۱۸)، ایبیزا، مالاگا، مالت (آغاز از ۵ آوریل ۲۰۱۸)، منورکا، ناپل (آغاز از ۴ مه ۲۰۱۸)، پالما د مایورکا، پافوس (آغاز از ۲ مه ۲۰۱۸)، رئوس، رود (آغاز از ۴ مه ۲۰۱۸)، زالتسبورگ (آغاز از ۳۰ دسامبر ۲۰۱۷)، ورونا (آغاز از ۶ ژانویه ۲۰۱۸)، زاکینثوس |
| مریدیانا                                              | چارتر فصلی: ورونا |
| نروجین ایر شاتل اجرا توسط Norwegian Air International | استیوارت فصلی: تی.اف. گرین |
| رایان‌ایر                                              | آلیکانته-الچه، اوریو آل سریو، برلین شونفلد، گدایسک لخ والسا، جان پل دوم کراکوف-بالیس، لانزاروته، گاتویک، مالاگا، مالت (آغاز از ۳۰ اکتبر ۲۰۱۷), تنریف جنوبی، وارساو مادلن، وروتسواف کوپرنیکوس فصلی: فارو، جیرونا-کاستا براوا |
| Thomas Cook Airlines                                  | لانزاروته، تنریف جنوبی فصلی: آنتالیا (آغاز از ۱۴ مه ۲۰۱۸)، دالامان، گرن کناریا (پایان در ۳۰ آوریل ۲۰۱۸)، ایبیزا (پایان در ۲ اکتبر ۲۰۱۷)، لارناکا، پالما د مایورکا، رئوس، رونیمی |
| Thomson Airways                                       | فصلی: بورگاس، کورفو، گرن کناریا، ایبیزا، لانزاروته، مالاگا، منورکا، پالما د مایورکا، رئوس، رود، تنریف جنوبی |
| ویرجین آتلانتیک                                       | فصلی: اورلاندو |
| ویز ایر                                               | کاتوویتس (پایان در ۲۸ اکتبر ۲۰۱۷), ویلنیوس |

### باری
Belfast International Airport has a wide range of cargo operators at the airport, they are currently:
| شرکت‌های هواپیمایی                              | مقصدهای پروازی                           |
| ---------------------------------------------- | ---------------------------------------- |
| ASL Airlines Belgium                           | ایست میدلند                              |
| Atlantic Airlines                              | ایست میدلند                              |
| دی‌اچ‌ال اوییشن اجرا توسط European Air Transport | ایست میدلند                              |
| فدکس اکسپرس اجرا توسط Swiftair                 | بیرمنگام، استانستد لندن، شارل دوگل پاریس |
| پست سلطنتی اجرا توسط تایتان ایرویز             | استانستد لندن                            |
| یوپی‌اس ایرلاینز اجرا توسط استار ایر            | ایست میدلند                              |